# Julia Calvo
Julia Calvo (n. 2 de marzo de 1961; Buenos Aires, Argentina), es una actriz y cantante argentina. También se desempeña como profesora en la Escuela Nacional de Arte Dramático de Buenos Aires y directora de diversas obras de teatro.

## Carrera
Estudió teatro en la Escuela Nacional de Arte Dramático de Buenos Aires hasta 1985, año en cual se graduó de actriz y luego de directora de teatro. Incursionó en cine antes de recibirse, en los años 1970, pero con papeles menores.
Su primera participación en televisión fue en el programa Chabonas en el año 2000. Luego, en 2002 realizó una participación especial en 099 Central, para al año siguiente llegar a su interpretación que la llevaría a la fama en Soy gitano, la bruja Concepción. En 2004 estuvo en Padre Coraje, personaje que la haría ganar el Premios Martín Fierro a mejor actriz de reparto.
En el 2005 realiza apariciones en la comedia Una familia especial y en el unitario Mujeres asesinas. Ya en el 2006 incorpora el elenco de Alma Pirata, con el personaje de "Charly", junto a Mariano Martínez, Nicolás Vázquez, Luisana Lopilato, Benjamín Rojas, Elsa Pinilla, Fabián Mazzei, Isabel Macedo y Nacho Gadano, y en el 2007 forma parte del elenco protagonizado por Emilia Attias y Nicolás Vázquez, Casi Ángeles. En él encarna a Justina, personaje que continúa interpretando hasta el año 2009. En ese año además realiza las obras teatrales Piaf y La gaviota.
En el año 2010 se incorpora al elenco de la telenovela Alguien que me quiera, con el personaje de "Pina". Además realiza una participación especial en el final de Casi ángeles.
En el año 2011 participó en la telecomedia Cuando me sonreís, protagonizada por Facundo Arana y Julieta Díaz.

## Filmografía

### Televisión
| Ficciones | Ficciones                               | Ficciones     | Ficciones                                        |
| Año       | Título                                  | Canal         | Personaje                                        |
| --------- | --------------------------------------- | ------------- | ------------------------------------------------ |
| 1997      | Mama x 2                                | Canal 9       | Cora                                             |
| 2000      | Chabonas                                | América TV    | Stella                                           |
| 2002      | 099 Central                             | El Trece      | Carmela                                          |
| 2003      | Soy gitano                              | El Trece      | Concepción                                       |
| 2004      | Padre coraje                            | El Trece      | Messina Cortese de Tomini                        |
| 2005      | Una familia especial                    | El Trece      | Helena                                           |
| 2005      | Mujeres asesinas                        | El Trece      | Madre de Marta "Ep: Marta Bogado, madre"         |
| 2005      | Mujeres asesinas                        | El Trece      | Nina "Ep: Brujas incautas y falsa mujer"         |
| 2005      | Floricienta                             | El Trece      | Marta                                            |
| 2006      | Alma pirata                             | Telefe        | Carlota "Charly" Troglio                         |
| 2007-2009 | Casi ángeles                            | Telefe        | Justina "Tina" Merarda García / Felicitas García |
| 2009      | Revelaciones                            | El Trece      | Violeta                                          |
| 2010      | Alguien que me quiera                   | El Trece      | Rita "Pina" Ayala                                |
| 2011      | Cuando me sonreís                       | Telefe        | Roberta Ríos                                     |
| 2012      | La dueña                                | Telefe        | La Cura                                          |
| 2013      | Historia clínica                        | Telefe        | Flora "Ep: Alfonsina Storni: Dispuesta a todo"   |
| 2013      | Combatientes                            | TV Pública    | Eva Rivero                                       |
| 2013      | Qitapenas                               | Telefe        | Maricarmen Herrera                               |
| 2013      | Señales                                 | TV Pública    | Teresa                                           |
| 2014      | Doce casas, historia de mujeres devotas | TV Pública    | Marta "Historia 4: Historia de Magdalena         |
| 2014      | Junior Express                          | Disney Junior | Inés Pinaca                                      |
| 2016      | La Leona                                | Telefe        | Beatriz "Betty" Pardo                            |
| 2017      | Golpe al corazón                        | Telefe        | Marta Medina                                     |
| 2019      | Argentina, tierra de amor y venganza    | El Trece      | Serafina                                         |
| 2024      | Margarita                               | Max           | Ada                                              |

### Cine
| Cine | Cine                             | Cine      |
| Año  | Título                           | Personaje |
| ---- | -------------------------------- | --------- |
| 1990 | Amores secretos                  | Perla     |
| 1990 | Caballos salvajes                | Enfermera |
| 1995 | Carlos Monzón, el segundo juicio |           |
| 1996 | Evita                            |           |
| 2003 | 1999 (cortometraje)              | Susana    |
| 2006 | Ciudad en celo                   | Juana     |
| 2025 | Corazón delator                  | Nancy     |

## Teatro
| Teatro    | Teatro                           |
| Año       | Título                           |
| --------- | -------------------------------- |
| 1995      | Casi no te conozco, Buenos Aires |
| 1997-1998 | La tempestad                     |
| 2001      | Gris de ausencia                 |
| 2003      | Emma Bovary                      |
| 2004      | Chicas católicas                 |
| 2005      | La zapatera prodigiosa           |
| 2007-2009 | Casi ángeles                     |
| 2009      | Piaf                             |
| 2009      | La gaviota                       |
| 2012      | Las brujas de Salem              |
| 2014      | Mujeres tenían que ser           |
| 2018      | El violinista en el tejado       |
| 2019      | Después de casa de muñecas       |
| 2024      | Porteñas                         |

| Directora de teatro | Directora de teatro            |
| Año                 | Título                         |
| ------------------- | ------------------------------ |
| 2000-2001           | Hasta que la muerte nos separe |
| 2002                | El enfermo imaginario          |
| 2004                | El Avaro con v corta           |
| 2011                | Lluvia                         |

## Premios y nominaciones
| Año  | Galardón                                     | Categoría                                                                  | Resultado |
| ---- | -------------------------------------------- | -------------------------------------------------------------------------- | --------- |
| 1999 | Festival nacional de teatro de Mar del Plata | Mejor obra y mejor dirección por "Trabajos de amor perdido"                | Nominada  |
| 1998 | Encontronazo                                 | Mejor obra y mejor dirección por "Trabajos de amor perdido"                | Nominada  |
| 2000 | ACE                                          | Mejor actuación de reparto en comedia                                      | Nominada  |
| 2003 | Premio Martín Fierro                         | Mejor actriz de reparto en drama por "Padre coraje"                        | Ganadora  |
| 2013 | ACE                                          | Actuación femenina en musical y/o music hall por "Manzi, la vida en Orsai" | Ganadora  |
| 2013 | Premio Florencio Sánchez                     | Mejor actriz en musical por "Manzi, la vida en Orsai"                      | Ganadora  |